# Ophiocnida
Ophiocnida is een geslacht van slangsterren uit de familie Amphiuridae.

## Soorten
- Ophiocnida californica Ziesenhenne, 1940
- Ophiocnida hispida (Le Conte, 1851)
- Ophiocnida loveni (Ljungman, 1867)
- Ophiocnida scabra Lyman, 1879
- Ophiocnida scabriuscula (Lütken, 1859)